# Ogema
Ogema is een plaats (city) in de Amerikaanse staat Minnesota en valt bestuurlijk gezien onder Becker County.

## Demografie
Bij de volkstelling in 2000 werd het aantal inwoners vastgesteld op 143.
In 2006 is het aantal inwoners door het United States Census Bureau geschat op 147, een stijging van 4 (2.8%).

## Geografie
Volgens het United States Census Bureau beslaat de plaats een oppervlakte van
3,4 km², waarvan 3,2 km² land en 0,2 km² water. Ogema ligt op ongeveer 387 m boven zeeniveau.

## Plaatsen in de nabije omgeving
De onderstaande figuur toont nabijgelegen plaatsen in een straal van 28 km rond Ogema.